# Lakmus
Lakmus er et farvestof, der udvindes fra forskellige lavarter. Lakmus anvendes som pH-indikator, enten som pulver, der opløses i vand, i form af væske eller som lakmuspapir. Lakmus er blåt i en basisk opløsning og rødt i en sur opløsning. Lakmuspapir fås både rødt og blåt.
| Kemi | Spire Denne artikel om kemi er en spire som bør udbygges. Du er velkommen til at hjælpe Wikipedia ved at udvide den. |